# Södertälje SK
Södertälje SK je švedski hokejski klub iz Södertälja, ki je bil ustanovljen leta 1902. S sedmimi naslovi švedskega državnega prvaka je eden uspešnejših švedskih klubov.

## Lovorike
- Švedska liga: 7 (1925/25, 1930/31, 1940/41, 1943/44, 1952/53, 1955/56, 1984/85)

## Upokojene številke
- 2 - Anders Eldebrink
- 7 - Stig-Göran Johansson
- 11 - Glenn Johansson